# Castillo de Tudela
El castillo de Tudela es una antigua fortaleza en ruinas situada en el lugar de La Focara, que pertenece a la parroquia asturiana de Santianes, en el concejo de Oviedo (España).

## Descripción
Se trata de una fortaleza levantada sobre las ruinas primitivas de un castro prerromano en el Picu Castiellu, mandado reformar por Alfonso III en el siglo IX y demolido por Juan I de Castilla en el año 1383. Su nombre de Tudela se refiere a la tutela que ejercía como protector de la Corte de la monarquía asturiana. Dos localidades cercanas reciben hoy este topónimo. Tuvo un papel protagonista durante la Edad Media asturiana.
Lo conservado en la actualidad responde, desde el punto de vista constructivo, a los siglos XIII y XIV y se limita prácticamente a los restos del torreón y parte de la muralla, sin haberse hecho aún una intervención arqueológica rigurosa en el subsuelo. También se aprecian las líneas del doble foso que lo rodeaba. El castillo fue propiedad de Gonzalo Peláez junto con los de Gozón, Buanga, Proaza, Alba de Quirós, Luna y Aguilar. Tuvo una importancia estratégica al situarse a la entrada del Valle del Nalón, controlando los caminos que desde Oviedo y Langreo iban hacia León. En la Edad Media era visible desde la lejana vía de La Carisa, por lo que no se descarta su relación con este campamento romano.
Fue declarado monumento histórico el 22 de mayo de 1965.